# Paštěcký potok
Der Paštěcký potok (deutsch Waidbach) ist ein linker Zufluss der Křemelná in Tschechien. 

## Verlauf
Der Paštěcký potok entspringt am Osthang der Křemelná (Kiesleiten, 1125 m m n.m.) in der zum Böhmerwald gehörigen Svojšská hornatina (Zwoischener Bergland). Seine Quelle befindet sich nordwestlich der Wüstung Grankbauerhof bzw. südlich der Wüstung Paštěcká Paseka (Waiderer Holzschlag) auf dem Gebiet der Gemeinde Hartmanice. Auf seinem Oberlauf fließt der Bach in einer seichten Mulde mit starkem Gefälle westlich der Wüstung Bergl nach Süden. Westlich der Wüstung Prostřední Paště (Mitterwaid) wird der Bach bei der Quelle „Pod Křemelnou“ in einem kleinen Weiher angestaut. Danach ändert der Bach seine Richtung nach Südosten und fließt nordöstlich an der Wüstung Přední Paště (Vorderwaid) vorbei. Südwestlich von Prostřední Paště stürzt der Paštěcký potok über einen Steinschutthang in die Klamm der Křemelná hinab und bildet dabei mehrere Wasserfälle. Nach knapp anderthalb Kilometern mündet der Paštěcký potok am Prallhang einer Flussschleife in die Křemelná.
Der Lauf des Baches führt ausschließlich durch Wälder.

## Waidbachfälle
Die Paštěcký vodopady (Waidbachfälle) ⊙ befinden sich unmittelbar über der Mündung des Baches in die Křemelná. Der Paštěcký potok stürzt dabei über Steinschutt in die Klamm der Křemelná hinunter. Der größte der Wasserfälle hat eine Höhe von drei Metern.
Die Wasserfälle liegen abseits aller touristischen Routen und sind auch nicht über Wege erreichbar.